# Adolf Ahrens
Adolf Ahrens (17 de setembro de 1879 – 21 de janeiro de 1957) foi um político alemão do Partido Alemão (DP) e ex-membro do Bundestag alemão.

## Vida
Ahrens foi membro do primeiro Bundestag alemão de 1949 a 1953. Ele foi eleito através da lista nacional do Partido Alemão (DP) em Bremen.

## Literatura
Herbst, Ludolf; Jahn, Bruno (2002).  Vierhaus, ed. Biographisches Handbuch der Mitglieder des Deutschen Bundestages. 1949–2002 (em alemão). München: De Gruyter - De Gruyter Saur. 1715 páginas. ISBN 978-3-11-184511-1